# Radio Data System
Radio Data System (англ. Radio Data System, RDS) — многоцелевой стандарт, предназначенный для передачи информационных сообщений по каналам ЧМ-радиовещания в диапазоне УКВ. Нашёл наиболее широкое применение в автомобильных магнитолах/радиоприёмниках для отображения на их дисплеях сопутствующей радиопередачам информации, передаваемой радиостанциями.

## История
С конца 1970-х годов сначала в Германии, а потом и в других странах Западной Европы начала материализовываться идея о необходимости помощи водителям в сложных дорожных ситуациях. Регулярная передача сообщений о дорожной обстановке сетью FM-радиостанций — это как раз то, что нужно, ведь слушают радиоприёмник во время поездки почти все. Но хорошо бы ещё и предупредить слушателя, что именно эта радиостанция сейчас передаёт такую необходимую ему информацию. И осуществить это желательно специальным управляющим сигналом, особенно если в данный момент он слушает не радио, а магнитофонную запись или компакт-диск. 
Первые системы с подобными функциями (ARI, нем. Autofahrer Rundfunk Information) появились еще в начале 1980-х, а с 1986 года в странах Западной Европы началась экспериментальная эксплуатация новой системы. В начале 1990-х Европейский вещательный союз принял рекомендацию о системе передачи данных RDS радиовещательными станциями, работающими в диапазоне FM (65—108 МГц).
Стандарт впервые опубликован CENELEC в 1990 году как EN 50067. 
Дважды пересматривался CENELEC в 1992 и 1998 годах.
В 1999 году стандарт RDS IEC 62106 был принят членами Европейского радиовещательного союза (EBU) в качестве единого многоцелевого стандарта.
Система предусматривала предоставление слушателям целого ряда новых услуг: 
- возможность оперативного получения информации водителем о заторах и пробках на крупных автодорогах, возможных путях объезда, метеоусловиях и т. д.
- передачу информации о принимаемой станции: название, характер вещания
- синхронизацию часов радиоприёмника с эталонными на радиостанции

Радиоприёмник должен реагировать на сопровождающие эти сообщения управляющие сигналы автоматически, чтобы не отвлекать водителя от машины. Рекомендация предполагает дальнейшее развитие системы и поэтому содержит ещё несколько вариантов использования этого канала передачи данных, которые разделяются на основные, дополнительные и вспомогательные.
Отличительной особенностью данного стандарта является использование его при передаче в сетях радиовещания и телевидения (радиовызов на поднесущей вещательного диапазона). Сам принцип совмещения канала передачи данных в системе RDS аналогичен используемому при передаче телетекста. Только вместо временного разделения (передача телетекста происходит вместе с синхронизирующими строчными импульсами в начале каждого кадра) в радиовещании используется частотное: для передачи данных выделена узкая полоса вокруг поднесущей 57 кГц. 
Поскольку эта полоса расположена выше передаваемого стереофонического сигнала, помех обычному радиовещанию не создаётся. Однако, сказанное относится только к системе стереофонического радиовещания с пилот-тоном (CCIR), а потому простой перенос системы в диапазон УКВ (OIRT) просто физически невозможен.
Стандарты IEC не действуют в США. Там RDS существует в виде несколько изменённого варианта, называемого RBDS и адаптированного для удовлетворения конкретных потребностей североамериканских FM-радиостанций. Стандарт RBDS имеет официальное название NRSC-4-А и находится в ведении Национального комитета по радиосистемам США.

## Функции RDS
В настоящее время в системе RDS предусмотрена возможность реализации большого количества функций, однако, как правило, в RDS-радиоприёмниках используются только пять основных, так называемых базисных, функций:
| ID                     | Расшифровка                                                                                          | Описание |
| Базисные функции       | Базисные функции                                                                                     | Базисные функции |
| ---------------------- | --- | --- |
| PI                     | Programme Identification Идентификация программ                                                      | отображение на табло приёмника названия принимаемой программы (радиостанции) и номинал её рабочей частоты |
| AF                     | Alternative Frequencies list Список альтернативных частот                                            | возможность автоматизированной перестройки радиоприёмника, например в случае ухудшения приёма сигналов на данной частоте, на другие частоты, на которых также осуществляется передача сигналов данной программы                                                |
| PS                     | Programme Service name Служебное название программы                                                  | информирует о названии программ, передаваемых радиостанцией |
| TP                     | Traffic Programme identification Идентификация программ дорожных сообщений                           | содержит информацию о порядке организации движения на трассе |
| TA                     | Traffic Announcement identification Сообщение о дорожном движении                                    | содержит информацию об изменениях обстановки на дороге |
| Дополнительные функции | | |
| EON                    | Enhanced Other Networks information Взаимодействие с другими сетями                                  | обеспечивает переключение приёмника на другой канал (возможно задание до 8 настроек), по которому передаётся служебная информация, например, о дорожной обстановке, не транслируемая принимаемой в данный момент радиостанцией                                 |
| PTY                    | Programme TYpe Идентификация типа программы                                                          | используется для автоматического управления приёмником с целью выбора программ заданного типа, всего в стандарте предусмотрена идентификация 32 вариантов типов программ                                                                                       |
| MS                     | Music Speech switch Переключатель «Музыка/Речь»                                                      | используется для автоматического переключения уровня громкости или корректирующих частотных фильтров в соответствии с видом принимаемой программы |
| CT                     | Clock Time and date Текущее время и дата                                                             | непрерывно обновляемая информация о дате и точном местном времени, которая может использоваться для отображения или автоматической установки и подстройки часов                                                                                                |
| DI                     | Decoder Identification and dynamic PTY indicator Идентификация декодера и динамический PTY индикатор | обозначает тип передаваемого сигнала (моно, стерео, стерео с компрессией) и может использоваться для автоматического переключения режима работы декодера |
| RT                     | RadioText Радиотекст                                                                                 | передача коротких, до 64 символов, текстовых сообщений, отображаемых на табло приёмника |
| RP                     | Radio Paging Радиопейджинг                                                                           | передача буквенно-цифровых пейджинговых сообщений |
| EWS                    | Emergency Warning System Система аварийного оповещения                                               | предназначена для обеспечения кодирования предупреждающих сообщений. Эти сообщения передаются только в критических ситуациях и определяются только специальными приёмниками                                                                                    |
| IH                     | In House application Бытовое применение                                                              | относится к данным, которые нужно декодировать только оператором. Некоторые примеры представляют собой идентификацию источника передачи, с дистанционной коммутацией сетей и вызов персонала. Применение кодирования программ может решаться каждым оператором |
| ODA                    | Open Data Applications Открытые прикладные программы данных                                          | позволяют программам данных, заранее не определённым стандартом, передаваться в числе названных групп при передаче сигнала RDS |
| TDC                    | Transparent Data Channels «Прозрачные» каналы данных                                                 | состоят из 32 каналов, которые могут использоваться для передачи любого типа данных |
| DGPS                   | Differential GPS correction data services Услуга дифференциальной коррекции GPS данных               | передача в составе RDS-сигналов величин так называемых дифференциальных поправок для глобальной спутниковой навигационной системы GPS, позволяющих существенно повысить результирующую точность определения координат                                          |
| TMC                    | Traffic Message Channel Канал автодорожных сообщений                                                 | предназначен для использования при передаче кодированной информации о дорожной обстановке. Кодирование TMC осуществляется по отдельному стандарту CEN ENV 12313-1                                                                                              |

Стандарт разрешает использование только символов латинского алфавита. Другие наборы символов могут быть реализованы в рамках функции ODA. Подходящие таблицы символов, соответствующие ISO/IEC 10646, включены в версию стандарта RDS 2009 года.